# ProFIdivadlo

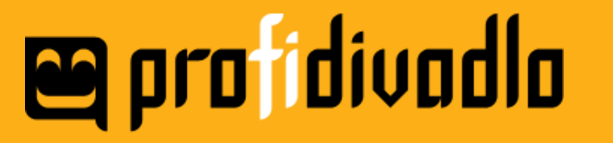
Logo ProFIdivadla

ProFIdivadlo (pro Fakultu informatiky divadlo) je studentský divadelní soubor studentů Masarykovy univerzity. Vzniklo roku 1998 jako zájmová činnost studentů Fakulty informatiky.

## O ProFIdivadle

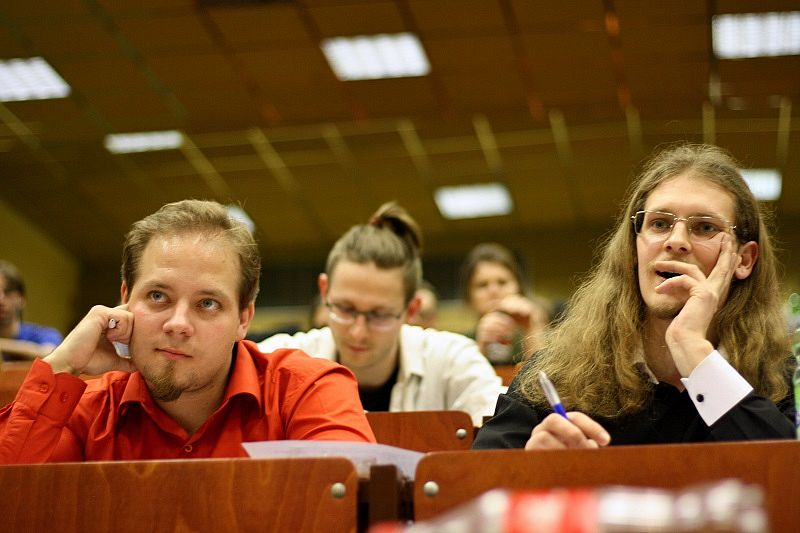
Režisér a jeho asistenti na konkurzu (představení Oněgin byl Rusák, 2016) vybírají herce

“ProFIdivadlo je jako fénix: na konci každého roku umírá, aby s přicházejícím únorem znovu povstalo z popela. Nabere nový ansámbl, hlavně herce, aby co nejvíce studentíků mohlo vychutnat roli celebrity.”
Specifikem Profidivadla je, že jeho členové se každý akademický rok obměňují z řad studentů, kteří se zúčastní konkurzu a zapíšou si celouniverzitně volitelný předmět Divadelní hra (kurz vznikl v roce 2006). Konkurz je nejen výběrovým řízením herců, ale celého divadelního štábu (dramaturgie, inspice, hudba, osvětlovači, projekce, stavba scény, rekvizity, kostýmy, nápověda, design, propagace).
Studenti pak v průběhu jednoho semestru v režii starších, zkušenějších členů Profidivadla nacvičují vždy novou divadelní hru, která je uvedena při příležitosti akademického dne univerzity – Dies Academicus.
S týdenním odstupem se pak pravidelně koná repríza a derniéra na brněnských divadelních scénách (Centrum experimentálního divadla při Divadle Husa na provázku, divadelní sál kulturního centra Starý pivovar, divadelní sál klubu Šelepova, scéna Buranteatru v multikulturním centru Scala). Od vzniku Univerzitního kina Scala v roce 2013 se reprízy a derniéry uskutečňují tam.
Od svého založení v roce 1998 uvedlo Profidivadlo celkem 19 premiér. Mezi odehrané inscenace patří díla Wiliama Shakespeara (Hamlet, kralevic dánský v překladu E. A. Saudka), Friedricha Dürrenmatta (Fyzikové, Návštěva staré dámy), Quentina Tarantina (Pulp Fiction – adaptace Roberta Krále), Ludvíka Kundery (hra Labyrint světa a lusthauz srdce podle předlohy Jana Amose Komenského), Ivana Klímy (Cukrárna Myriam), Martina Hilského, nebo brněnského autora Mariana Pally (Sajns fikšn).
Do repretoáru Profidivadla patří také původní hry: například v roce 2002 uvedlo grotesku Dilema mentálního dálnopisu od studenta informatiky Ondřeje S. Nečase.
Za zmínku stojí, že ProFIdivadlo nepoužívá převzatou hudbu, a pro každé z odehraných představení byla použita originální scénická hudba, kterou složili členové Profidivadla.

## Historie ProFIdivadla
„PROFIDIVADLO na Fakultě informatiky Masarykovy univerzity je v dějinách počítačové vědy snad nejhezčím důkazem bezespornosti tvrzení, že informatikové jsou lidé tvůrčí, kulturní a veskrze mnohorozměrní.“
ProFIdivadlo (Divadlo pro Fakultu informatiky) vzniklo roku 1998 jako zájmová činnost studentů Fakulty informatiky Masarykovy univerzity. První improvizované představení (divadelní skeč Lambda Karkulka) odehrála skupina nadšenců v režii spolužáka Roberta Krále při příležitosti Dies Academicus 1998, kde studenti informatiky také křtili svůj literární sborník Tak pište (ISBN 80-85799-36-7), jehož předmluvu napsal spisovatel Egon Bondy.
Od roku 2006 se Profidivadlo stalo předmětem celouniverzitně volitelného předmětu Divadelní hra. V současné době je tedy koncipováno jako praktický seminář komunikačních dovedností, kreativity a týmové spolupráce pro studenty Masarykovy univerzity.

## Uskutečněná představení

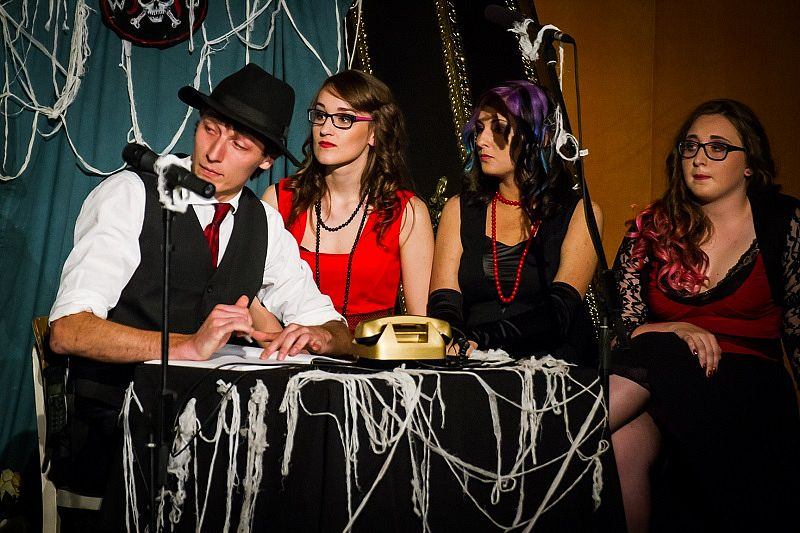
Repríza divadelního představení Amatéři

Od svého vzniku uvedl divadelní soubor ProFIdivadla celkem 19 premiér:
- Oněgin byl Rusák [10]/2016/
- Amatéři [11] /2015/
- Přelet nad kukaččím hnízdem[12] /2014/
- Pán much [13]/2013/
- Rychlé šípy na kolenou aneb Dlouhé Bidlo vítězí [14] /2012/
- Pulp Fiction[15] /2011/
- Romeo a Julian [16] /2010/
- Ptákovina [17] /2009/ -neveřejné představení
- Cukrárna Myriam [18] /2008/
- Návštěva staré dámy [19] /2007/
- Sajns fikšn [20] /2006/
- Fyzikové [21] /2005/
- Nálevna U děkana [22] /2004/
- Hamlet, králevic dánský [23] /2003/
- Dilema mentálního dálnopisu [24] /2002/
- Mezinárodní konference Neofeministického sdružení FI MU [25] /2001/
- Labyrint světa a lusthauz srdce [26] /2000/
- Přelet horkovzdušného balónu nad Fakultou informatiky [27] /1999/
- Lambda Kalkulka [28] /1998/

## Režie
Režie přináleží vždy starším a zkušeným členům ProFIdivadla z řad studentů. Prvním režisérem byl student Robert Král, který po absolvovaní Fakulty informatiky a získání doktorátu z informatiky vystudoval také režii na FAMU. Dalšími režiséry Profidivadla byli například Zdeněk Filipec a Lukáš Junga, v současné době[kdy?] Pavel Havelka.

## Hudba
Profidivadlo v nastudovaných inscenacích nepoužívá převzaté skladby, ale vždy vlastní scénickou hudbu. Mezi hudební skladatele ProFIdivadla patří například Mikuláš Piňos, který popři studiu informatiky vystudoval i skladbu na Hudební fakultě JAMU, nebo Pavel Hamřík, který vystudoval programování a hudební kompozici.

## Osobnosti
- Josef Prokeš (dramaturgie, režie): Působí jako vysokoškolský učitel, je zakládajícím členem kulturně-občanského sdružení Napříč, členem Obce spisovatelů a Ochranného svazu autorského pro práva k dílům hudebním. V roce 1998 založil a vede ProFIdivadlo, kde působí v roli dramaturga a režiséra. Věnuje se vlastní literární tvorbě (sbírka povídek Na sviňu svět, díla Nečítankové dětství, Nečítankové dospívání, Nebýt stádem Hamletů a román Sestup do základního tábora).
- Robert Král (režie): Založil studentské divadelní sdružení Kandrdas, působí v oblasti informatiky, ale věnuje se také psaní a vlastní filmové a scenáristické tvorbě[31]. Jeho filmy byli uvedeny na festivalech FAMU, B16, Ostrava Picture. Režíroval několik her ProFIdivadla: Sajns Fikšn (2006), Dilema mentálního dálnopisu (2002), Labyrint světa a lusthauz srdce (2001).
- Zdeněk Filipec (režie, herec ProFIdivadla): Vystudoval učitelství matematiky a informatiky na Přírodovědecké fakultě a Fakultě informatiky Masarykovy univerzity. Specializuje se na tvorbu webových prezentací. Je zakladatelem a členem kulturně občanského sdružení Napříč[32]. Pro ProFIdivadlo nastudoval následující hry: Romeo a Julian (režie, 2010), Ptákovina (režie, 2009), Cukrárna Myriam (asistent režie, 2008), Návštěva staré dámy (role staré dámy, 2007), Sajns fikšn (hudba, zvuk, 2006), Fyzikové (role Möbia, 2005), Nálevna U Děkana (role neo Hamleta, 2004), Hamlet, králevic dánský (role Hamleta, 2003), Dilema mentálního dálnopisu (role dr. Housky, 2002).
- Lukáš Junga (režie, herec ProFidivadla): V současné době působí jako analytik a CRM specialista[33]. Režíroval  hry  Romeo a Julián (2010), Cukrárna Myriam (2008), Návštěva staré dámy (asistent režie a role Jana Černého, 2007), hrál v inscenacích Sajns fikšn (role kapitána, 2006), Fyzikové (role kriminálního inspektora Richarda Vosse, 2005), Nálevna U děkana (životní role Pamětníka, 2004) a Hamlet, králevic dánský (role Laerta, 2003).
- Pavel Havelka (režie, herec ProFIdivadla): Vystudoval Obecnou teorii a dějiny umění a kultury a Teorii interaktivních médií na Masarykově univerzitě[6]. Režisérsky se podílel na hrách: Oněgin byl Rusák (režie, 2016), Amatéři (hudební režie, 2015), Přelet nad kukaččím hnízdem (asistent režie, 2014)